# Косогорово (Кемеровская область)
Косогорово — село в Яшкинском районе Кемеровской области России. Входит в состав Пашковского сельского поселения.

## История
Основано в 1710 году. В «Списке населенных мест Российской империи» 1868 года издания населённый пункт упомянут как заводская деревня Косогорова Томского округа (2-го участка) при речке Шумихе, расположенная в 52 верстах от губернского города Томска. В деревне имелось 36 дворов и проживало 183 человека (88 мужчин и 95 женщин).

В 1911 году в деревне, входившей в состав Литвиновской волости Томского уезда, имелось 57 дворов и проживало 310 человек (154 мужчины и 156 женщин). Действовали хлебозапасный магазин и лавка.
По данным 1926 года имелось 85 хозяйств и проживало 415 человек (в основном — русские). Функционировала школа I ступени. В административном отношении деревня являлась центром Косогоровского сельсовета Коларовского района Томского округа Сибирского края.

## География
Село находится в северо-западной части Кемеровской области, в юго-восточной части Западно-Сибирской равнины, на правом берегу реки Шумихи, вблизи места впадения в неё реки Шундушки, на расстоянии примерно 35 километров (по прямой) к северо-западу от посёлка городского типа Яшкино, административного центра района. Абсолютная высота — 193 метра над уровнем моря.

### Часовой пояс
Село Косогорово, как и вся Кемеровская область, находится в часовой зоне МСК+4. Смещение применяемого времени относительно UTC составляет +7:00.

## Население
| 2010 |
| ---- |
| 8    |

Гендерный состав
По данным Всероссийской переписи населения 2010 года в гендерной структуре населения мужчины составляли 62,5 %, женщины — соответственно 37,5 %.
Национальный состав
Согласно результатам переписи 2002 года, в национальной структуре населения русские составляли 96 % из 25 чел.

## Улицы
Уличная сеть села состоит из одной улицы (ул. Главная).